# Gracillaria toubkalella
Gracillaria toubkalella is een vlinder uit de familie van de mineermotten (Gracillariidae). De wetenschappelijke naam van de soort werd voor het eerst geldig gepubliceerd in 1985 door De Prins.